# Elleanthus ampliflorus
Elleanthus ampliflorus är en orkidéart som beskrevs av Rudolf Schlechter.
Elleanthus ampliflorus ingår i släktet Elleanthus och familjen orkidéer. Inga underarter finns listade i Catalogue of Life.